# Buchnera ciliolata
Buchnera ciliolata är en snyltrotsväxtart som beskrevs av Adolf Engler. Buchnera ciliolata ingår i släktet Buchnera och familjen snyltrotsväxter. Inga underarter finns listade i Catalogue of Life.